# Caloncoba
Caloncoba is een geslacht uit de familie Achariaceae. De soorten uit het geslacht komen voor in tropisch Afrika.

## Soorten
- Caloncoba brevipes (Stapf) Gilg
- Caloncoba crepiniana (De Wild. & T.Durand) Gilg
- Caloncoba echinata (Oliv.) Gilg
- Caloncoba flagelliflora (Mildbr.) Gilg ex Pellegr.
- Caloncoba gilgiana (Sprague) Gilg
- Caloncoba glauca (P.Beauv.) Gilg
- Caloncoba lophocarpa (Oliv.) Gilg
- Caloncoba subtomentosa Gilg
- Caloncoba suffruticosa (Milne-Redh.) Exell & Sleumer
- Caloncoba welwitschii (Oliv.) Gilg